# Спазм аккомодации
Спазм аккомодации, или ложная близорукость — спазм цилиарной мышцы, возникающий при длительной фокусировке глаз на близких (либо дальних) предметах. Патология приводит к тому, что глаз из-за переутомления теряет свою способность реагировать на изменение фокусного расстояния, в итоге ухудшается острота зрения вдаль (либо вблизи). 

## Характеристики
Поскольку процесс обратим, то этот дефект зрения называют ложной близорукостью. Спазм аккомодации может оказывать воздействие на трабекулярную сеть, открывая поры и облегчая отток водянистой влаги в канал Шлемма. Основной причиной этого является длительное зрительное перенапряжение, которое приводит к нарушению функции цилиарной мышцы, обеспечивающей аккомодацию глаза. Наиболее подвержены этому заболеванию дети и молодые люди работоспособного возраста из-за частого использования компьютерной техники. Спазм аккомодации снижает работоспособность вследствие нарушений зрительных функций, а также является фактором прогрессирования близорукости. 
А.И. Дашевский выделил три основных формы такого нарушения аккомодации:
- физиологическая — развивается при длительном зрительном напряжении;
- искусственная — возникает при использовании определенной группы лекарственных препаратов — миотиков;
- патологическая — сопровождается патологическими изменениями со стороны преломляющей способности глаза, снижением остроты зрения[2].

## Симптомы
Симптомы сходны с симптомами близорукости. Возникает быстрая утомляемость глаз во время работы вблизи. Возможны боль в органах зрения, резь, чувство жжения. Наблюдается ухудшение остроты зрения. Могут возникать головные боли.

## Причины
В качестве основных причин выступают чрезмерное зрительное утомление (чтение книг, работа за компьютером и т. д.) и недостаток освещения.

## Лечение
При выявлении спазма аккомодации проводят комплексное лечение, устраняя причины, приведшие к спазму. Для устранения проблемы офтальмологи назначают глазные капли, которые расширяют зрачок и расслабляют цилиарную мышцу. Для профилактики рекомендуется выполнять комплекс оздоровительных и гигиенических мероприятий (упражнения для глаз, физическая активность, обогащение питания). Если лечением спазма аккомодации не заняться вовремя, то он может перейти в стойкую близорукость.
Также спазм аккомодации поддаётся лечению при помощи лазеротерапии. Эффективность данного метода повышается при лечении в детском возрасте.
Хирургических способов лечения спазма аккомодации не существует.